# Lynn Cohen
Lynn Cohen (Kansas City, Misuri, 10 de agosto de 1933-Nueva York, 14 de febrero de 2020) fue una actriz estadounidense.

## Carrera artística
Es más conocida por interpretar a Magda en la serie Sex and the City y en la película homónima. También ha interpretado a la jueza Elizabeth Mizener varias veces en Ley y orden. Además, en 2013, interpretó a Mags en la película Los juegos del hambre: en llamas.
También participó en la película The counterfeit contessa de 1994 como Angie Nardino.
De 2000 a 2004, Cohen tuvo un papel recurrente como Magda en la serie de comedia de HBO, Sex and the City. Repitió su papel en la película de 2008 del mismo nombre, así como en su secuela de 2010. Cohen también apareció en las películas Munich (2005) interpretando a Golda Meir, Vanya en la calle 42, Synecdoche, Nueva York, Eagle Eye y The Hunger Games: Catching Fire.
Cohen murió el 14 de febrero de 2020 en Nueva York.

## Filmografía
| Año       | Personaje                 | Título                                           | Actriz de doblaje | Lugar     |
| 2020      | Mrs.Litvak                | The Vigil                                        | Pilar Gentil      | EUA       |
| --------- | ------------------------- | ------------------------------------------------ | ----------------- | --------- |
| 2014      | Joan Bailey               | Los amantes                                      | Gloria Obregón    | México    |
| 2014      | Sarah Simkin              | Zapatero a tus zapatos                           | Erika Mireles     | México    |
| 2013      | Harriet                   | Todo sobre ti                                    | Valentina Toro    | Venezuela |
| 2010      | Lois Huber                | The Extra Man                                    | Livia Fernán      | Argentina |
| 2010      | Rosa Donetti "Donna Rosa" | La ley y el orden: Unidad de víctimas especiales | Ángeles Bravo     | México    |
| 2003      | Profesora de arte         | La ley y el orden: Unidad de víctimas especiales | Olga Hnidey       | México    |
| 2008      | Sra. Wierzbowski          | Control total                                    | Ada Morales       | México    |
| 2007      | Trudy Epner               | Then She Found Me                                | Sylvia Garcel     | México    |
| 2007      | Trudy Epner               | Then She Found Me                                | Livia Fernán      | Argentina |
| 2005      | Ann Ansel                 | La ley y el orden: Intento criminal              | Katalina Múzquiz  | México    |
| 2000-2004 | Magda                     | Sexo en la ciudad                                | Vicky Burgoa      | México    |
| 2003      | Profesora de arte         | La ley y el orden: Unidad de víctimas especiales | Olga Hnidey       | México    |
| 1998      | Lucy                      | Hurricane Streets                                | Liza Willert      | México    |
| 1997      | Mamá de Janet             | Los secretos de Harry                            | Ángeles Bravo     | México    |
| 1997      | Mamá de Janet             | Los secretos de Harry                            | Zoraida Duque     | Colombia  |